# 天城町立岡前小学校
天城町立岡前小学校（あまぎちょうりつおかぜんしょうがっこう）は、鹿児島県大島郡天城町岡前にある公立小学校。

## 概要
小学校は奄美群島、徳之島の北西部に位置しており、南西方向、約3キロメートルには 徳之島空港がある。

## 沿革
- 1870年（明治3年）1月 - 岡前郷学校創立
- 1876年（明治9年）2月 - 浅間正則学校創立
- 1881年（明治14年）5月 - 岡前小学校設立
- 1886年（明治19年）10月 - 松原・浅間簡易小学校設置
- 1896年（明治29年）7月1日 - 岡前尋常小学校創立（修業年限4か年）
- 1901年（明治34年）4月 - 与名間に仮教場設置（1・2年就学）
- 1916年（大正5年）4月 - 浅間集落の一部は天城小学校へ通学
- 1919年（大正8年）10月 - 与名間分校開校式
- 1930年（昭和5年）9月 - 大暴風雨のため校舎教室倒壊
- 1948年（昭和23年）4月 - 岡前小学校と改称
- 1955年（昭和30年）6月 - 鉄筋校舎2階6教室完成（第一期工事）
- 1961年（昭和36年）1月1日 - 町制施行により天城町発足、天城町立岡前小学校と改称[1]
- 1963年（昭和38年）2月 - 鉄筋校舎2階教室完成（第四期工事）
- 1964年（昭和39年）3月 - 鉄筋校舎2教室、特別教室2教室完成
- 1968年（昭和43年）2月 - 校歌制定
- 1996年（平成8年）7月1日 - 創立100周年
- 2010年（平成22年）2月 - 新校舎完成

## 学校行事
| - 4月 始業式、入学式、交通安全教室 - 5月 体力テスト - 6月 日曜参観、与名間分校との交流学習、宿泊学習 | - 7月 終業式 - 8月 - 9月 始業式、運動会 | - 10月 修学旅行 - 11月 持久走大会 - 12月 終業式 | - 1月 始業式 - 2月 6年生を送る会 - 3月 卒業式、修了式 |

## 通学区域
- 岡前、浅間、松原、与名間（与名間分校）

## 進学先中学校
- 天城町立北中学校

## 校区内の主な施設
- 岡前小学校与名間分校
- 天城町立北中学校
- 天城町立北部保育所
- 天城町総合運動公園
- 浅間簡易郵便局
- 大島松原郵便局
- 徳之島空港
- 松原漁港

## 交通
- 徳之島空港から車で約5分（3キロメートル）